# 道の駅北川はゆま

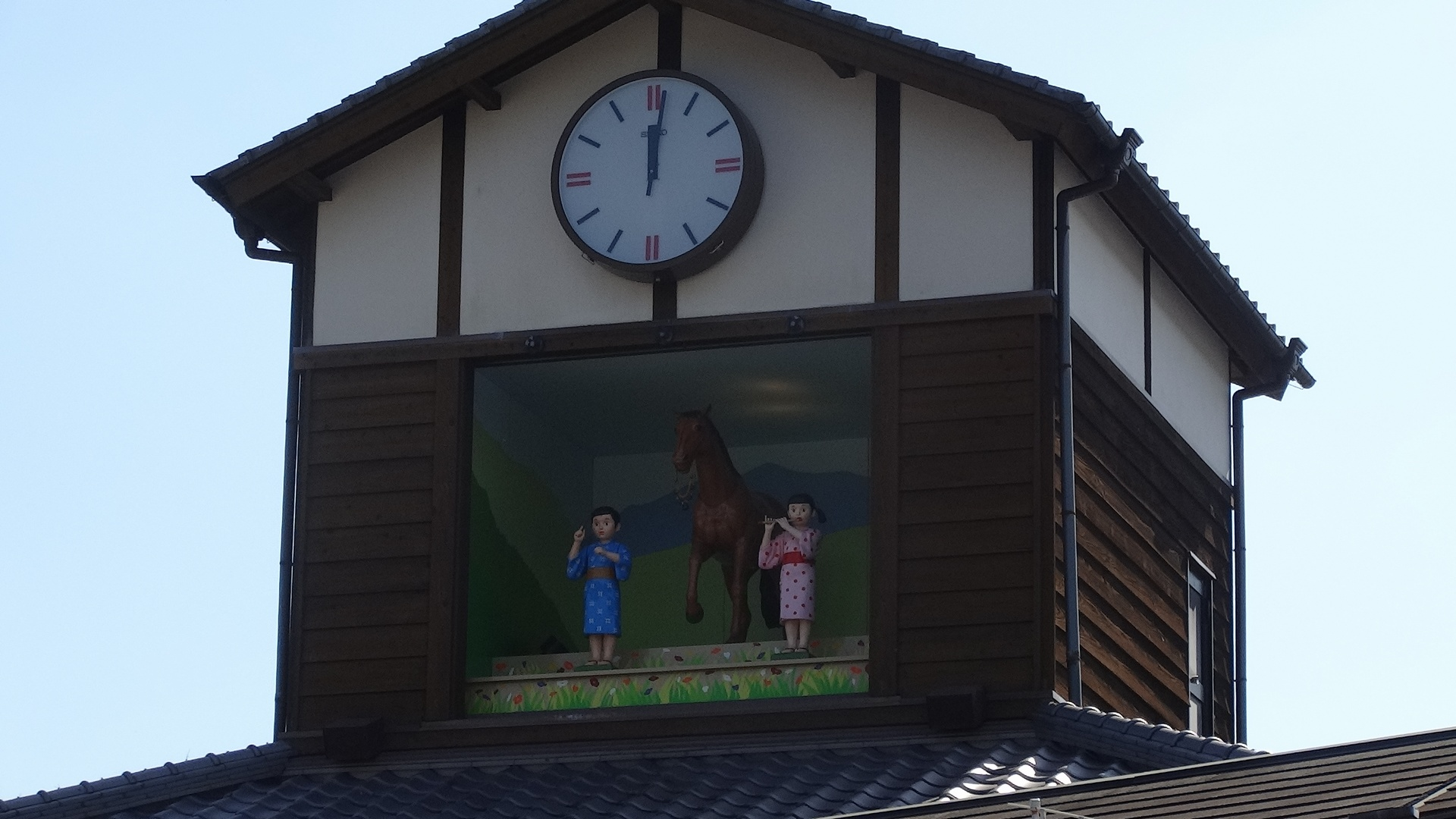
からくり時計

道の駅北川はゆま（みちのえき きたがわはゆま）は、宮崎県延岡市北川町長井の国道10号沿いに設置されている道の駅。東九州自動車道（延岡道路）の北川ICに隣接している。

## 概要
「はゆま」は古代の駅制度のなごりで駅馬の古い呼び名（早馬から転じたもの）に由来する。
当初は一般道路（国道10号など）からのみ利用可能な駅であったが、2012年（平成24年）12月15日に開通した東九州自動車道（延岡道路）北川ICと接続され、高速道路からも利用が可能となった。また、北川ICの前後が無料区間であることから、本線への進入および退出に料金が発生しないため、東九州道の実質的なサービスエリア（SA）として機能している。実際に、東九州道（有料区間）の管理者である西日本高速道路（NEXCO西日本）は佐伯弥生パーキングエリア開業時の報道発表などにおいて、道の駅北川はゆまを東九州道の休憩施設と位置付けている。
2014年（平成26年）3月8日には店内の改装リニューアルが完了し、同年3月9日には東九州道北浦IC - 須美江IC間の開通と合わせて記念行事が行われた。
2015年1月に重点道の駅候補に選定され、2016年1月に重点道の駅に選定された。

## 歴史
- 2011年（平成23年）9月 - 東九州自動車道のサービスエリアとしての利用者増加を見越して、トイレ増改築と駐車場の拡張工事、九州の道の駅では初となるコインシャワーの設置が行われる[4][5]。
- 2012年（平成24年）12月15日 - 当駅に隣接する、東九州自動車道北川ICが開通。
- 2013年（平成25年）
  - 5月 - 道の駅の最寄りにある延岡学園高校と主に同校調理科生徒の実践型職業体験を目的とした業務提携を開始。
  - 7月 - レシピ開発〜マーケティング〜パッケージ制作を道の駅と高校生とで行った第1号商品として「のべがくプリン」の発売を開始[6]。
  - 8月 - 宮崎の産物「へべす」を使った「のべがくヘベスケーキ」の販売を開始。高校生が一泊2食のサービス企画・実践を行う「高校生オーベルジュ」を開催。
- 2014年（平成26年）3月8日 - 増築工事が竣工し、販売面積増と共にテイクアウトコーナーを新設。また、店舗内の一部が改装リニューアルされる。
- 2015年（平成27年）
  - 1月30日 - 国土交通省が道の駅 重点候補に選定する[3]。
  - 4月1日 - 高速バス「パシフィックライナー」（宮崎交通・JR九州バス・大分バス・大分交通・亀の井バスの共同運行）が運行開始[7][8]。休憩施設として当道の駅を利用。
- 2016年（平成28年）
  - 1月27日 - 国土交通省が重点「道の駅」に選定する[3]。
- 2020年（令和2年）
  - 3月31日 - 第3駐車場（大型車専用）が利用開始[9]。
- 2021年（令和3年）
  - 4月29日 - 新女性用トイレの供用開始[10][11]。
  - 5月5日 - 第1駐車場トイレ棟の改修工事に伴い、男性用トイレ・多目的トイレ・コインシャワー室・身障者用駐車場の利用が出来なくなる。男性用トイレについては仮設トイレを設置[10][12]。
  - 8月5日 - コインシャワー室の仮営業再開[13]。
  - 10月15日 - 第1駐車場トイレ棟が仮オープン[14][15]。

## 施設
- 第1駐車場
  - 小型車：93台
  - 身障者用：3台
  - バス専用：2台
  - トイレ棟
- 第2駐車場
  - 小型車：15台
  - 二輪車：10台
- 第3駐車場（大型専用）
  - 大型車：23台
  - トイレ棟
- コインシャワー室
- 公衆電話
- 公衆FAX
- インフォメーションセンター
- 道路交通情報センター
- レストランはゆま（土曜・日曜・連休 9:00 - 19:00オーダーストップ）（平日 9:00 - 17:30オーダーストップ）
- 売店* 延岡・宮崎の魅力満載「はゆまお土産館」（土曜・日曜・連休 8:30 - 19:00）（平日 9:00 - 19:00）
- 農林水畜産物直売所「はゆま物産館」（土曜・日曜・連休 8:30 - 19:00）（平日 9:00 - 19:00）
- テイクアウトコーナー（土曜・日曜・連休 9:00 - 19:00オーダーストップ）（平日 9:00 - 17:30オーダーストップ）
- 体験コーナー「北川はゆま木工室」（9:00 - 17:00、土日のみ予約のみ受付）

## 休館日
物産館
- 年中無休（年末・年始は時間を変えて営業）[16][17]

## アクセス
- 国道10号 - 登録路線
- E10 東九州自動車道（延岡道路）
- JR日豊本線日向長井駅から徒歩15 - 20分

## 隣
E10 東九州自動車道（ 延岡道路の区間含む）
(20-1) 須美江IC - (21) 北川IC/道の駅北川はゆま - (22) 延岡JCT/IC